# ストームトルーパー (スター・ウォーズ)

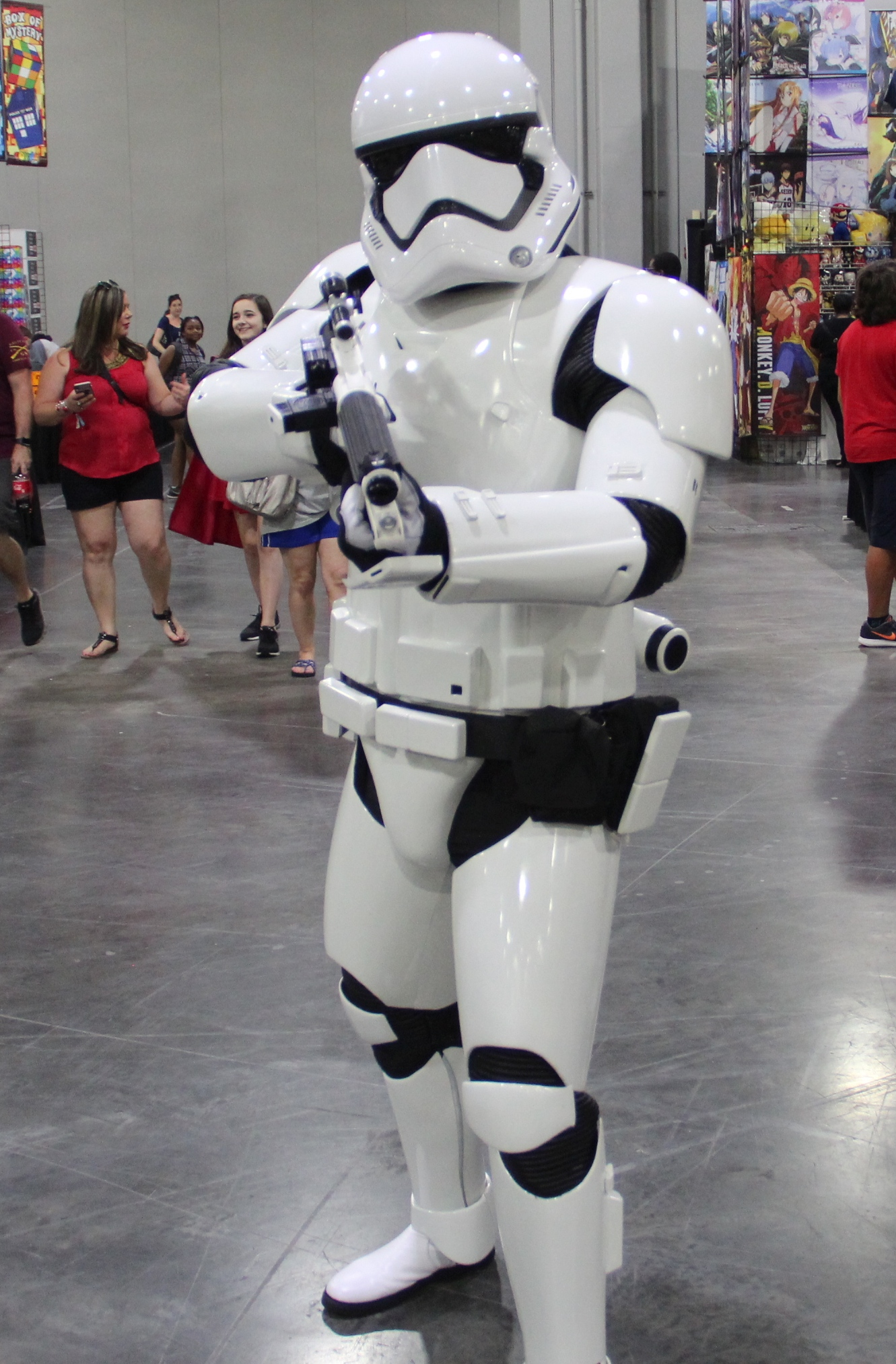
ファースト・オーダーのストームトルーパー。

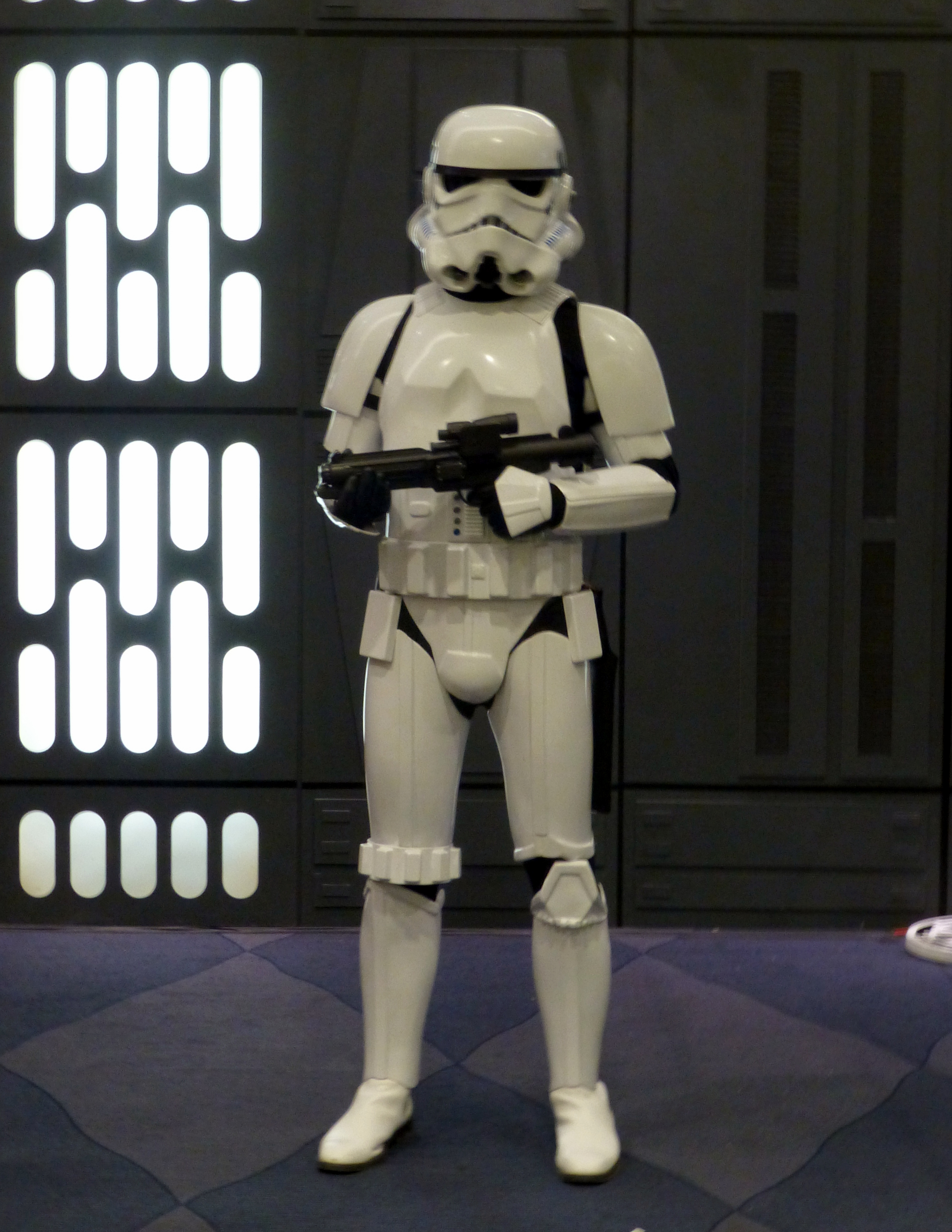
銀河帝国のストームトルーパー

ストームトルーパー（Stormtrooper）は、アメリカ合衆国のSF映画『スター・ウォーズ』シリーズに登場する銀河帝国軍の機動歩兵。ダース・ベイダーやヨーダ、R2-D2、C-3POなどと並ぶシリーズのシンボル的なキャラクターである。
一般的には同タイプの装甲服や武装を装備した帝国軍の歩兵全体を指し「ストーム・トルーパー」と呼称することが多いが、厳密には各戦局に応じた様々な派生部隊に分類されている。

## 概要

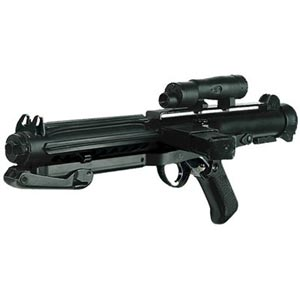
ストームトルーパーが使用しているE-11ブラスター

元は『スター・ウォーズ エピソード2/クローンの攻撃』に登場する“銀河一の賞金稼ぎ”と言われた「ジャンゴ・フェット」の遺伝子を元に、生産性向上のために成長を倍加させたクローン兵士「クローン・トルーパー」が前身であることが明らかにされている。ただし、後述の通り、ストーム・トルーパー自体は徴兵や志願にて銀河中から集められた非クローンである人間の男女で構成されている。
『エピソード4・5・6』の劇中では、あくまで銀河帝国軍の戦闘員として描かれるのみで、詳細については殆ど明らかにされていない。各兵士がヘルメットの中の素顔を見せるシーンもなく、人間らしさを唯一感じさせるシーンは『エピソード4/新たなる希望』の劇中で、オビ＝ワン・ケノービがデス・スターの内部にあるトラクター・ビーム発生装置を遮断するために隠密活動を行った際、警備中の2人のトルーパーが雑談をするシーンのみである。この会話へのオマージュとして『スター・ウォーズ/フォースの覚醒』でも、銀河帝国軍の残党が結成して設立した組織の『ファースト・オーダー』に所属しているストームトルーパーが似た内容の会話をしているほか、『エピソード4/新たなる希望』の前日譚である『ローグ・ワン/スター・ウォーズ・ストーリー』でも、ストームトルーパーが同様の会話をするシーンがある。
他に『エピソード4・5・6』作中でストームトルーパーに関する会話は、『エピソード4/新たなる希望』で主人公のルーク・スカイウォーカーがストームトルーパーに変装して、デス・スターの内部にある独房に収容されていたレイア・オーガナを救出しに行った際、レイアが「ストームトルーパーにしては小柄ね」とストームトルーパーに変装したルークを評するシーンが存在する（身体基準があるらしい）。
『エピソード1・2・3』の公開でトルーパーに関する設定が正式に決定する以前の、『エピソード4・5・6』公開当時のストームトルーパーの中の姿に関する資料としては、1990年代前半に日本で開催された『ジョージ・ルーカス展』で販売されたパンフレット「THE GEORGE LUCAS EXHIBITION」内で、スカウトトルーパーの初期デザイン段階のラフスケッチ（P.107）として、髭面の男性が描かれていた。これは、同書において、賞金稼ぎ「ボバ・フェット」の初期デザイン設定に「アーマーの下の素顔」として描かれた男性のラフスケッチ（同P.68）と似た人物として描かれていた。

## ストームトルーパーとクローン・トルーパーの違い
ディズニーの買収劇後に新たに制定されたカノン（正史）の設定では、クローン・トルーパーとストームトルーパーは別の存在であり、クローン軍はクローン戦争終結後ほどのなくして解散・退役、ストーム・トルーパーは徴兵や帝国アカデミーを卒業した非クローンの人間の男女で構成されている設定となっている。ただし、帝国軍内においても一般的には認知されていないほど少数ではあるが、銀河内乱（エピソード4）以降も軍部に在籍していたジャンゴのクローンの存在が確認されている描写もある。映像作品では『スターウォーズ 反乱者たち シーズン2』にて、クローン・トルーパーは『エピソード4』より5年前の時点では全員退役済みになっていることが明かされる。
ディズニーによる買収前に製作され現在はレジェンズ（非正史）扱いされている作品の設定では当初、ストームトルーパーの中身はクローン人間であるという表記がなされており、媒体ごとに設定のばらつきも見られた。作品の中にはストームトルーパーはクローンと人間の混成部隊であり、特にベイダー配下の部隊はクローンのみで構成されている設定も存在した。ディズニー買収後に設定が一新された現在は、クローン大戦当時のジャンゴ・フェットのクローンは全員退役している設定に変更され、映画公開当時、クローンとして設定集に紹介されたストームトルーパーは非クローン人間の男女に設定が変更されている。
例として、「エピソード4」にてデス・スターでハン・ソロたちによってストームトルーパーに変装するために気絶させられた「TK-421」は、2002年発売の「Star Wars Trading Card Game」にてクローンと紹介されていた。しかしディズニー買収後のカノン設定では一般的な人間男性として紹介されており、2017年に発売された小説集『ある視点から見た物語』（原題:From a Certain Point of View）では高級将校と同性愛の関係だったこと、ハン・ソロに装甲服を奪われる際に殺害されていたことが明かされている。また、ジャンゴ・フェットやクローンの癖である『ドアに頭をぶつける』シーンで有名な「エピソード4」のストームトルーパーも非クローンの人間男性に設定が変更され、『ある視点から見た物語』ではタトゥイーンでベン・ケノービにマインドトリックをかけられたTD-110と同一人物であることが明かされている。また、ドアに頭をぶつけた理由は「何故、タトゥイーンで老人を調べもせずに行かせてしまったのか」について思案していたという理由に変更された。彼は銀河内乱を生き残り、30年後にはファースト・オーダーの指揮官の一人となっている。
他の違いとして、クローン・トルーパーは軍務中でもヘルメットを取ることを許可されており、作中でも素顔を晒しているシーンが多い。また、それぞれが髪形や装甲服をカスタマイズしており、認識番号ではなく名前で呼ばれることを好んでいた。そして、お互いのことを「兄弟」と呼び、仲間の命を救うために命を懸ける一面も描かれている。訓練の過程でも負傷兵を置き去りにした班は即失格となり訓練中止となるほど、クローン同士の絆は強固であった。一方で、ストーム・トルーパーは軍務中にヘルメットを取ることは許可されておらず、装甲服も基本的に統一されていたほか、アカデミー入学以降は軍務に就いて以降も名前ではなく認識番号で呼ばれていた。また、アカデミーの厳格な訓練により、個性を排除して仲間の犠牲も厭わず戦い続けるようプログラムされた。このように、同じ遺伝子を持ち、一見して個性のないように見えるクローン・トルーパーが個性を求めた一方で、ストーム・トルーパーたちは人間でありながら個性を廃したドロイドに近い存在として描かれることもある。
また、装甲服に関してもクローン兵のレックスはストーム・トルーパーのアーマーの脆弱性を指摘しており、「クローン・アーマーとは比較にならない粗悪品」と評している。クローンとストーム・トルーパーは訓練課程にも違いがあり、クローンは生まれてから成人するまでの10年間を訓練に費やすほか、その訓練教官をマンダロリアンを中心とした傭兵たちが務めていた。一方で、ストーム・トルーパーは一般からの志願・徴兵制のため訓練期間は短く、帝国アカデミーにて専門の軍事教官から訓練を受ける一般的なスタイルがとられていた。これは、クローン軍を製造したカミーノアンが軍事知識に乏しかったことからクローンの元となったジャンゴ・フェットが紹介したことが訓練の傭兵起用に繋がっている。

## 帝国軍のストームトルーパー（Imperial military's Stormtrooper）
基本的には、同シリーズの銀河共和国軍のクローン・トルーパーと同様の扱いで、黒い温度調整ボディ・グローブの上に、全部で18個のパーツから構成される簡易宇宙服を兼ねた白い装甲服を着用し、ブラスター・ライフルおよびブラスター・ピストルで武装している。白い装甲服はどんな環境でも生き延びられるサバイバル装備や温度調節機能を備えている。劇中ではこの装甲服でブラスターの光弾を防げているような描写は見当たらず、撃たれて次から次へと倒されている。エピソード6『ジェダイの帰還』ではイウォーク族の石斧や投石や弓矢といった原始的な武器に対する身の守りにすらなっておらず、少なくとも劇中の描写に関する限り防御性は皆無といってよい。エピソード4『新たなる希望』でストームトルーパーに変装したルークのセリフによればヘルメットの視界はかなり悪いようである。またエピソード7『フォースの覚醒』におけるフィンのセリフによれば、ファーストオーダー時代のストームトルーパーのヘルメットについて毒ガスは防げず、このマスクで防げるのは煙だけとされる。平均身長は1.83メートル。
腰のユーティリティー・ベルトには、ブラスターの予備用パワーパックや、フックとケーブル、濃縮食糧、緊急用バッテリー、小型サーマル・デトネーター、予備用コムリンクといった高性能かつ規格化された装備品が搭載されている。
この特徴的な装甲服のデザインには銀河帝国の市民を威圧する効果もあり、恐怖支配の象徴として扱われていた。しかし一方で、ストームトルーパーはグランド・モフ・ウィルハフ・ターキンの掲げるターキン・ドクトリンに基づき、犯罪組織の討伐や治安維持活動に従事する存在として衆目の前に姿を現す事も多く、それを構成する兵士達もクローン・トルーパーの頃とは異なり一般市民から徴兵や志願により兵士となった者たちで構成されている点も重なって、帝国の一般市民の間では尊敬の対象となる事も多かった。戦場でストームトルーパーと敵対する反体制派からは、ヘルメットの形状を揶揄され「バケツ頭」などと呼ばれることもあった。
戦時下でなく帝国の圧政下の時代であったこともあり、生まれてから兵士として教育・訓練され、戦争を経験し、クローンだけで構成されたクローン・トルーパーに比べると、兵士としての練度は低い。そのため、反体制派からは「射撃が下手」と認知されている。装備もクローン・トルーパーの頃から変更されたが、元クローン・トルーパーのレックスはストームトルーパーの装甲服を「クローン・アーマーとは比較にならないクズ」と酷評している。 このような状況から、ストームトルーパーは役に立たない印象を持つ者もいるがこれはあくまで戦地で実戦をあまり経験していない兵士が多いからである。この時代においても前線で戦闘する経験が多い部隊やパイロット、特殊部隊は実力も高く、帝国崩壊後も含め反乱軍や新共和国軍を追い詰めていた。
レジェンズ（非正規）では、全盛期の銀河帝国におけるストームトルーパーは基本的には全て人間の男性で構成されているとされていたが、カノン（正史）のスピンオフ作品では女性兵士で構成された部隊が一部存在していたとされている。また、一般兵の中にも人間女性のストームトルーパーや士官が多く在籍している描写が正史における帝国時代を舞台とする小説やゲーム、漫画作品で描写されている。
また、汎用のものの他に以下のような様々な派生部隊が映画作品中に登場している。
- 砂漠などの高温で過酷な環境に特化したサンドトルーパー（別名デザート・ストームトルーパー）（『エピソード4/新たなる希望』に登場）
- 雪上などの寒冷地に特化し、裾の広いスカート状の付属装備を持つスノートルーパー（『スター・ウォーズ エピソード5/帝国の逆襲』に登場）
- AT-ATの操縦士であるAT-ATドライバー（『スター・ウォーズ エピソード5/帝国の逆襲』に登場）
- 偵察と潜入任務に特化し、目の部分が広く四角い視覚補助装置となっているスカウトトルーパー（『スター・ウォーズ エピソード6/ジェダイの帰還』に登場）
- 帝国情報部に所属する黒いスーツの特殊部隊デス・トルーパー（『ローグ・ワン/スター・ウォーズ・ストーリー』に登場）
- 熱帯に特化したショアトルーパー（沿岸防衛ストームトルーパー）（『ローグ・ワン/スター・ウォーズ・ストーリー』に登場）
- 戦車の操縦士であるインペリアル・タンク・トルーパー（『ローグ・ワン/スター・ウォーズ・ストーリー』に登場）
- 人間ではなく強化装甲を施されたバトル・ドロイドで構成されたダーク・トルーパー（『マンダロリアン』に登場）

他にもレジェンズ（非正史）のスピンオフ作品では、水中戦に特化したシートルーパー、ゲリラ戦に特化したストームコマンドー、情報収集に特化したブラックホール・ストームトルーパー（シャドウ・ストームトルーパー）、主に帝国軍が鎮圧のために故意に放射線で汚染させた地域に展開する、高濃度の放射線に晒された環境下での戦闘に特化したラドトルーパー、敵宇宙船制圧のための突入作戦に特化した重装備のスペーストルーパー、コルサントをはじめとする銀河系中枢の各主要都市において警察権を行使するコルサント・ガードなどが登場。

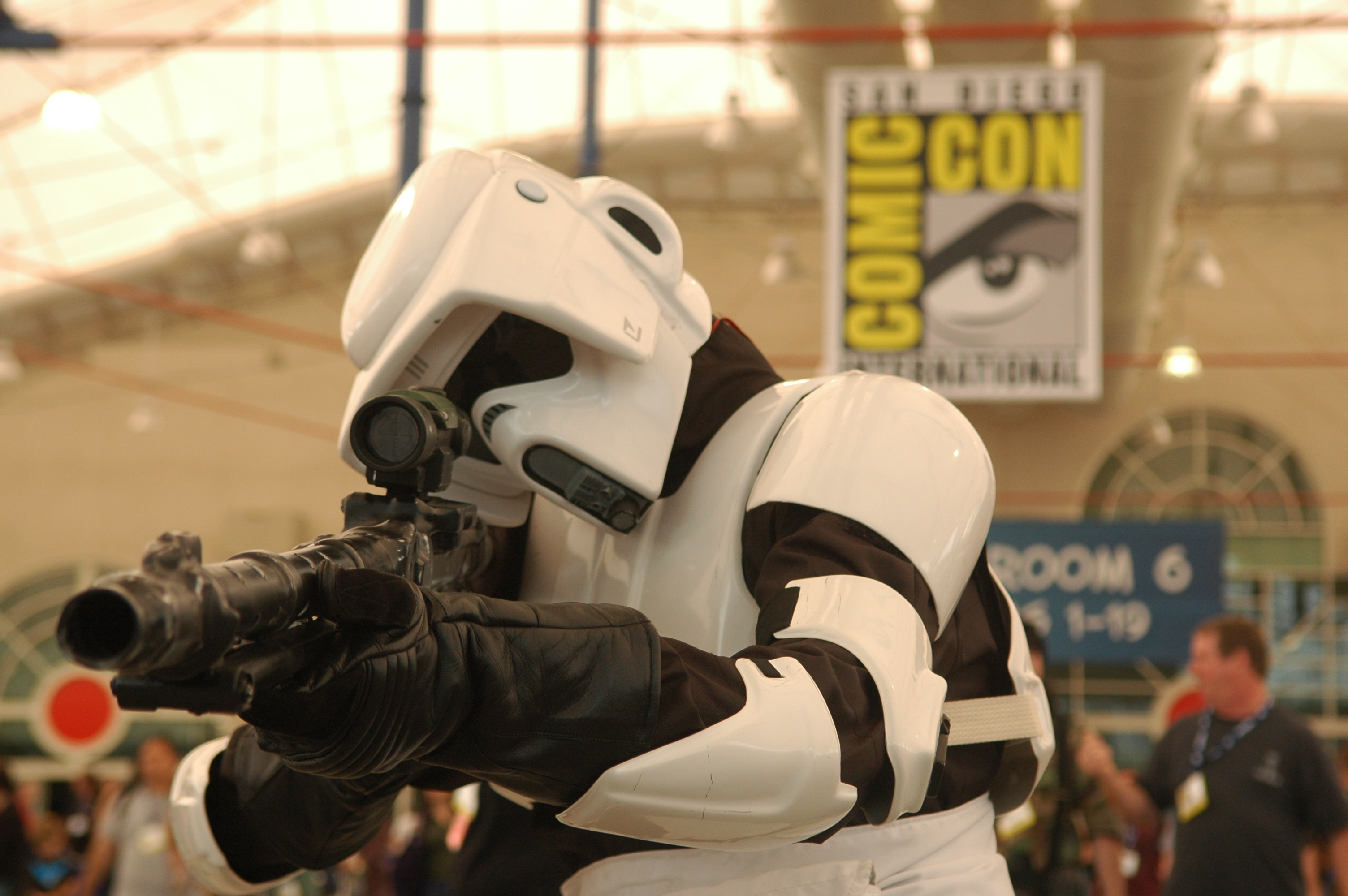
スカウトトルーパー
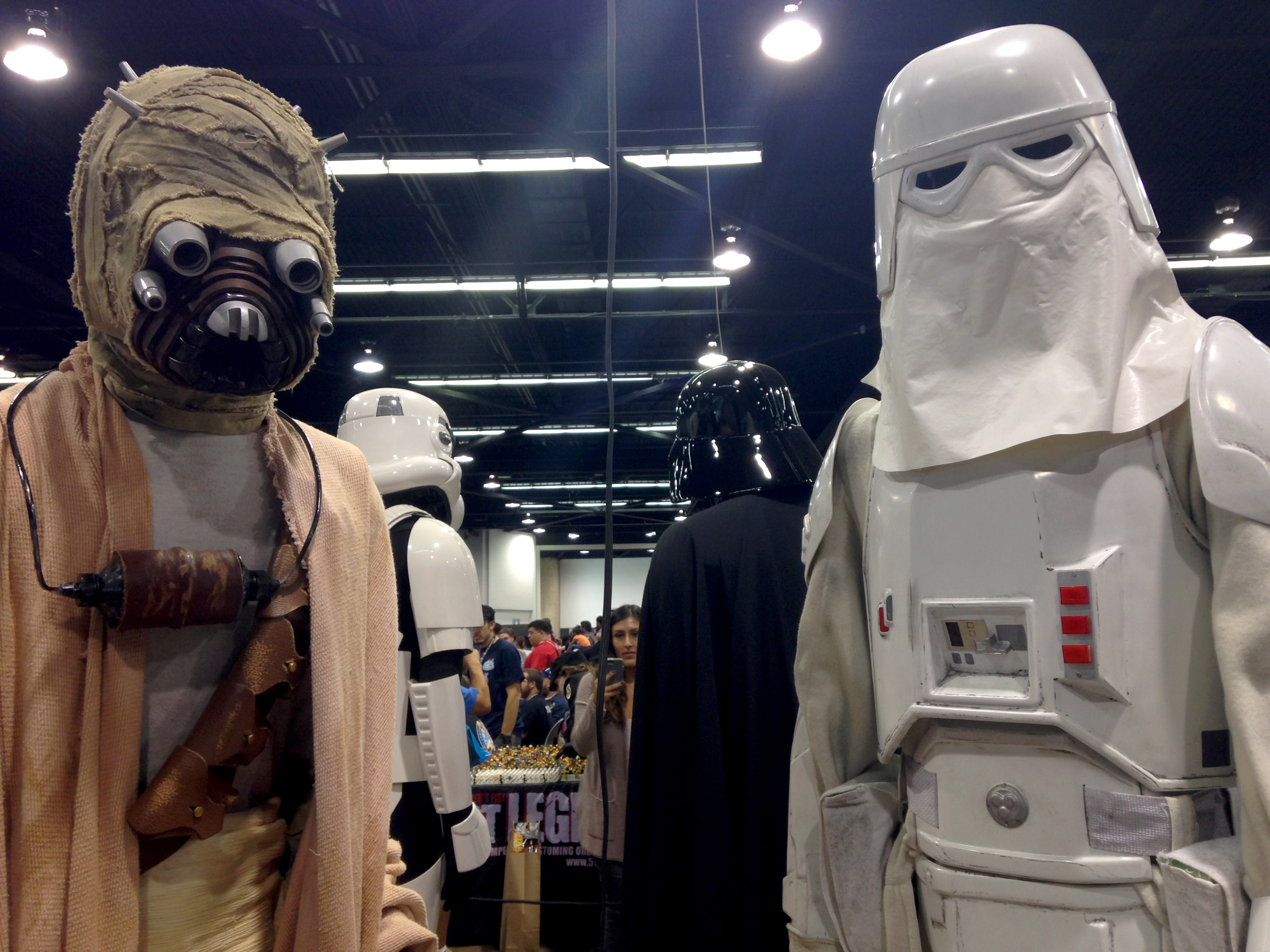
スノートルーパー（右）
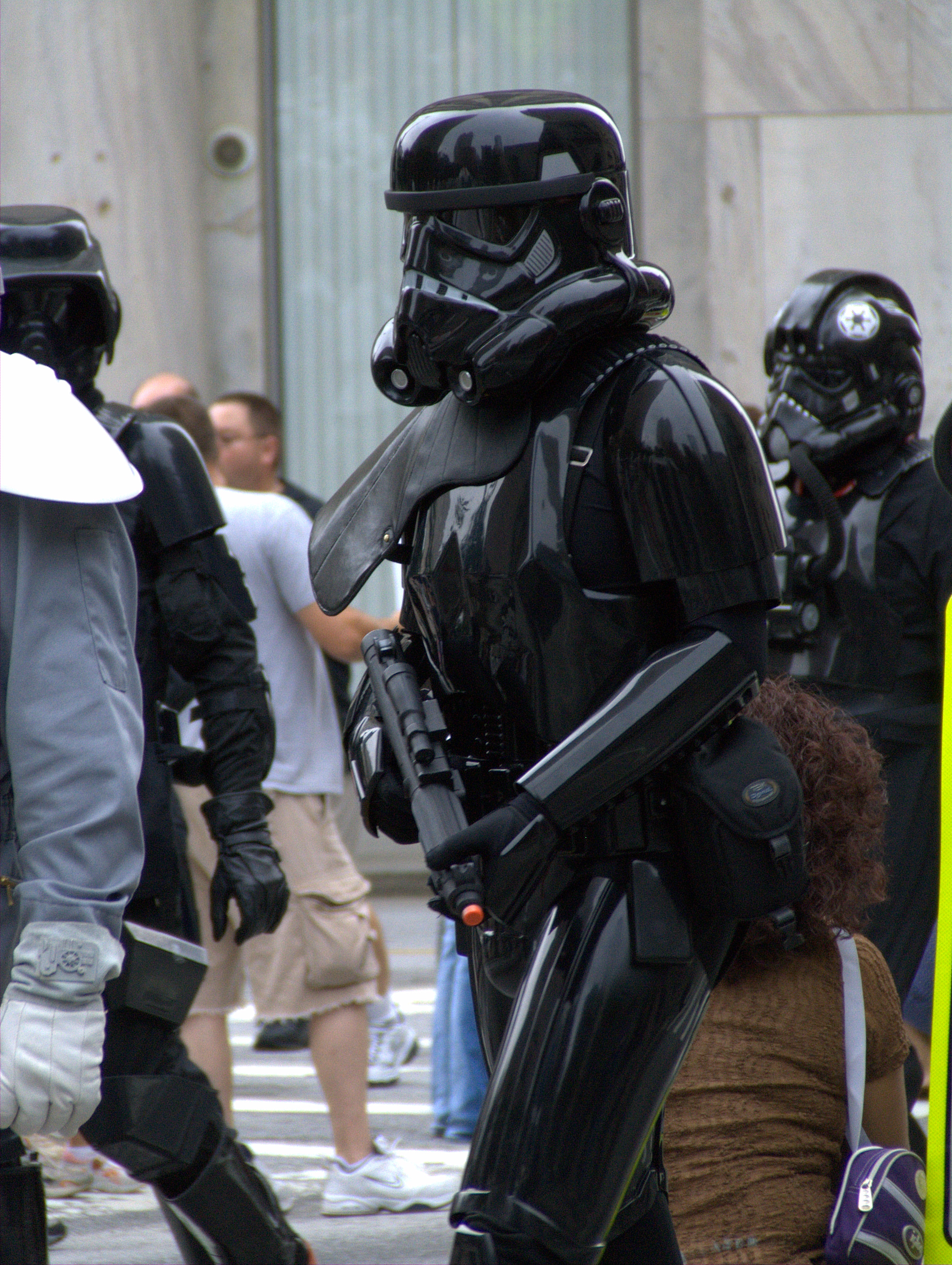
ブラックホール・ストームトルーパー（シャドウ・ストームトルーパー）

『エピソード4/新たなる希望』のストームトルーパーは基本的に左手でブラスターによる射撃を行う。左手で射撃を行う理由は劇中では描写されていないが、ストームトルーパーが主に使用するE-11 ブラスターライフルのモデルとして製作に使用されたサブマシンガンのスターリングは左利き用の実際に空砲を発砲するものが使われており、発砲する際に左側に排莢するためである。
明確に左手でブラスターを持って発砲する描写があるのは『エピソード4/新たなる希望』のみであり、続編の『エピソード5/帝国の逆襲』以降のストームトルーパーは左手で構えるシーンこそあるもの発砲シーンでは殆ど右手で撃っており、ホルスターも左側から右側へと変更されている。『エピソード6/ジェダイの帰還』ではスカウト・トルーパーがバイクに乗りながら右手で正確に標的を射撃しており、通常のトルーパーも右手で射撃した際にレイアやR2-D2に命中させてみせた。『エピソード4/新たなる希望』でのオビ＝ワン・ケノービの発言によると、「平均的な射撃技術は高い」とされる。

### 任務内容

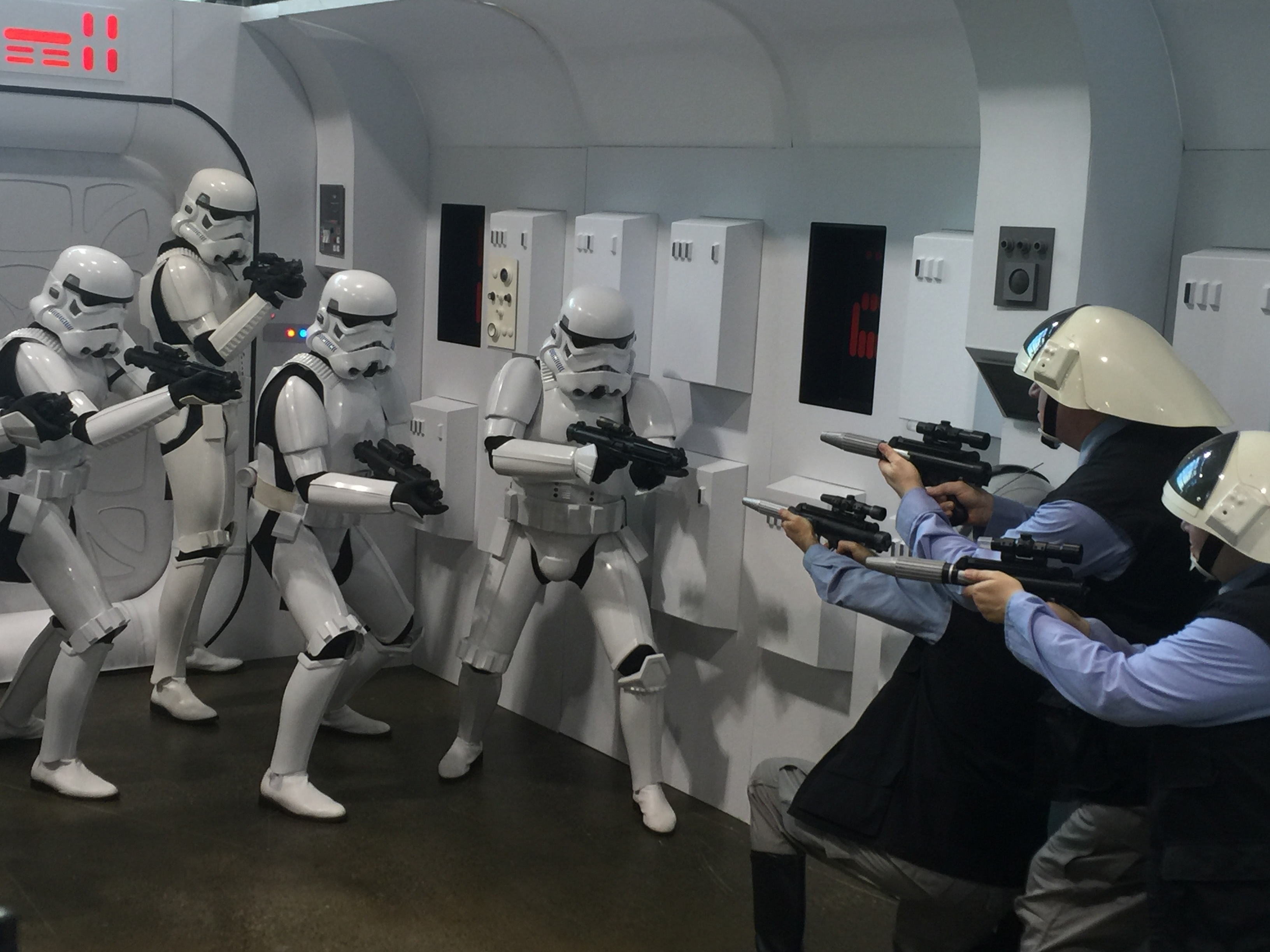
ファン・エキスポ・カナダのイベント

帝国の広範囲に渡る領域において反乱軍や民衆の暴動を迅速かつ正確に制圧し、秩序を維持するのがストームトルーパーの任務である。
トルーパーの装備品は量産可能なように標準化され、トルーパー自身も厳正な訓練プログラムに則って規格化されている。トルーパーは決して買収されず、勧誘も、恐喝も一切効果がない。これはクローン・トルーパーと同様に、育成段階でプログラミング的に入力される「オーダー」と呼ばれる規範教育によるものとされている。トルーパーの訓練は、新秩序主義に基づいた完全な教化を強調して行われ、その結果各員は疑いを抱かず、他者の権利や自身の安全をも顧みず盲目的に上官の命令に従うように教育されている。彼らはその忠誠心と引き換えに個性と自らの意思を持たない兵士達であるが、中には帝国の方針に疑問を抱き、今までの自分の行いを恥じて脱走したり反乱同盟軍に寝返った者もいる。また『エピソード6/ジェダイの帰還』では、エンドアの森林でハン・ソロの罠に掛かって反乱同盟軍兵士に銃口を向けられたスカウトトルーパーが抵抗することなく降伏している描写がある（もっとも、この時点では皇帝の策略によって後方に味方の援軍がすでに待機しており、このスカウトトルーパー自身が特別抵抗する必要もない場面であったことが直後に判明する）。
トルーパーは帝国の主要兵力となっているが、彼らトルーパーの生命は極めて軽いものであり、高価で機能的なドロイドよりも低く扱われている様子すら見られる。このように不遇なトルーパーではあるが、彼ら無くして帝国軍の一切の軍事活動は成り立たない。なお、トルーパーを指揮する士官等は、かつてのハン・ソロがそうであったように、帝国領内各地の惑星からアカデミーに志願・受験し、合格して配属された人間である（ハンはアカデミーで首席になるほど優秀だったが、帝国の方針に異議を唱えたためクビにされ一兵士に左遷された）。この点は、部隊長クラスを含めた全ての兵士、指揮官もクローンで賄っていたクローン・トルーパーとは異なる。
一般兵は訓練学校を卒業した人間の男性が殆どだが、上述の通り地上軍や宇宙軍で特に優秀な兵士が上官の推薦を受けて、ストームトルーパーに転属されることもある。また、前述のとおり、女性兵士で構成された部隊が一部存在していたとされており、後述するファースト・オーダーでは女性指揮官であるキャプテン・ファズマがストームトルーパーを統率しているほか、通常部隊の一般兵にも女性兵士の存在が確認できる。レジェンズ（非正史）のスピンオフ作品においても、ダーラ提督の軍事改革後の帝国や、スローン大提督が創設したハンド帝国など、帝国崩壊後の一部後継勢力においては女性やエイリアンにもストームトルーパーとなる門戸が開かれている。

## ファースト・オーダーのストームトルーパー（First Order's Stromtrooper）
『エピソード4・5・6』の約30年後を舞台とする『エピソード7/フォースの覚醒』では、銀河帝国軍の残党が結成した軍事組織「ファースト・オーダー」の新たな世代のストームトルーパーが登場する。黒いボディスーツの上に白い装甲服を着用している点は『エピソード4・5・6』のストームトルーパーと同じではあるが、ヘルメットや装甲服の見た目が変化している。この装甲服は帝国時代の物と比較すると様々な点において改良が施されており、特に関節部の動きやすさが向上している。
劇中のファースト・オーダーに所属するカイロ・レンと同僚のアーミテイジ・ハックス将軍の発言から、この時代にも“クローン技術”が存在している事が示唆されているが、基本的には、幼い子供たちを誘拐してファースト・オーダーの元で、強制的に軍事訓練と洗脳を施している。これはファースト・オーダーが正規軍であった銀河帝国軍と異なり一種のカルト集団的な軍閥に過ぎず、士官学校なども新共和国との間に結ばれた銀河協定により解体を命じられ、兵士を増やすためには、銀河帝国軍以上に強引な手段を執る必要に迫られたという事情によるものである。銀河帝国の再建の礎となるこの計画を『リザレクション計画』というコードネームでファースト・オーダーは秘密裏に推し進め、兵士を増強していったとされる。
『エピソード4・5・6』においてストームトルーパー達が素顔を見せるシーンは無かったが、『エピソード7/フォースの覚醒』の劇中で識別番号「FN-2187」という脱走兵のストームトルーパーが装甲服を脱ぎ捨て、新たな名前「フィン」を名乗り、物語の主要人物の一人となっている。このフィンもクローン兵ではなく、幼い頃に家族の元からファースト・オーダーによって誘拐され、ファースト・オーダーの元で兵士となるべく軍事訓練と洗脳を施されてきた若者だった。

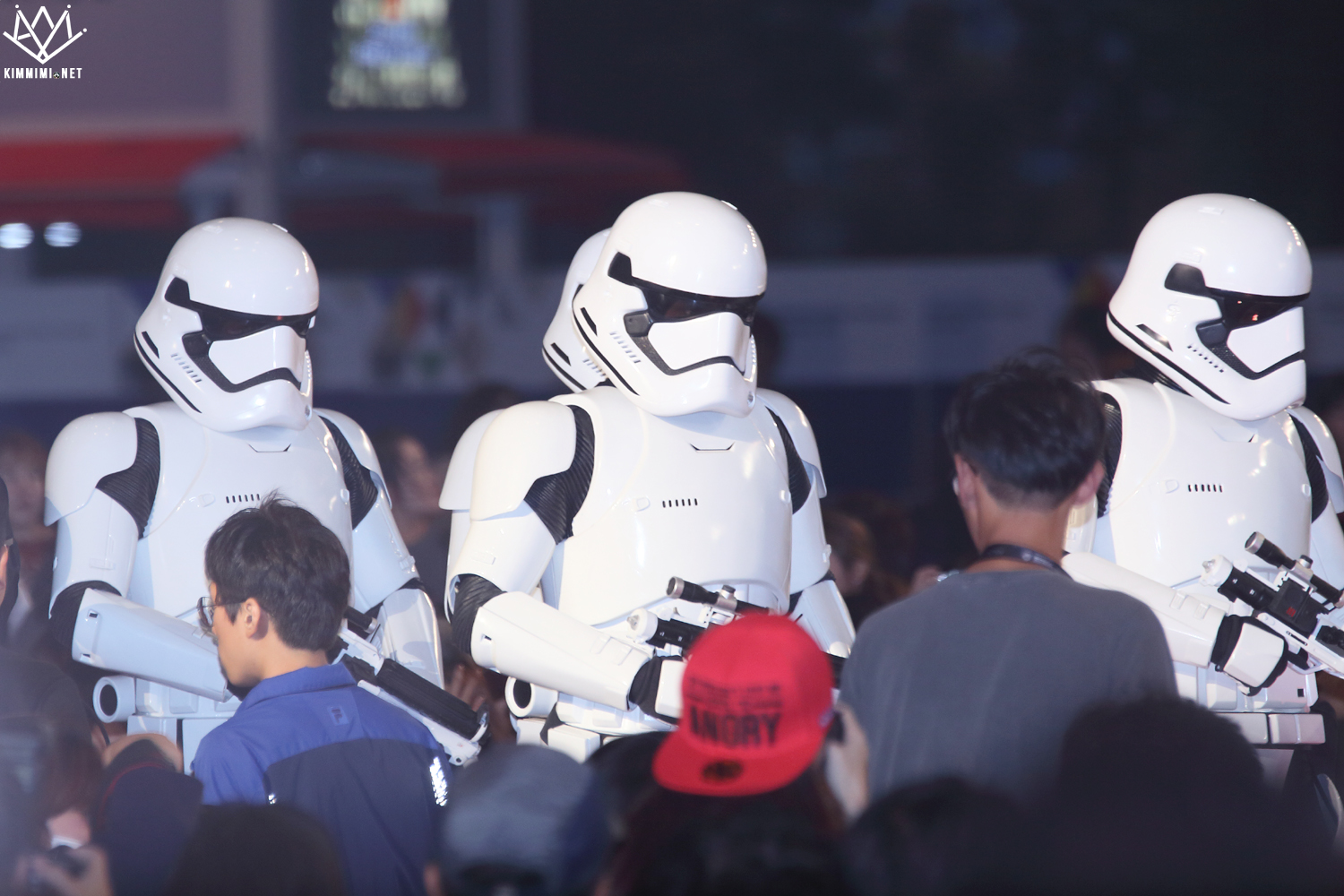
ファースト・オーダーのストームトルーパー

## ギャラリー

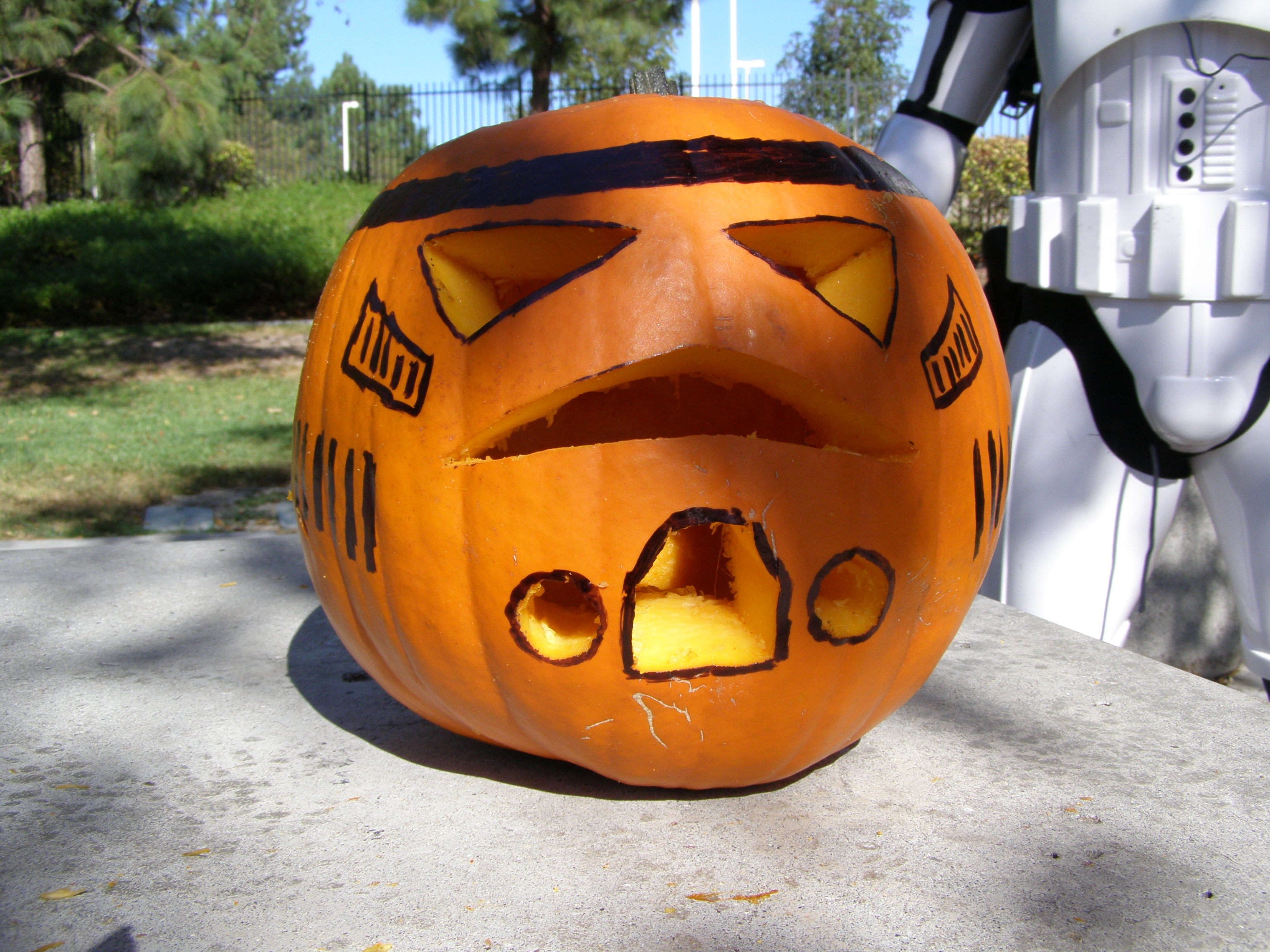
バラク・オバマ大統領やミシェル・オバマ大統領夫人と一緒に踊るストームトルーパーとR2-D2（2016年5月4日ホワイトハウス）
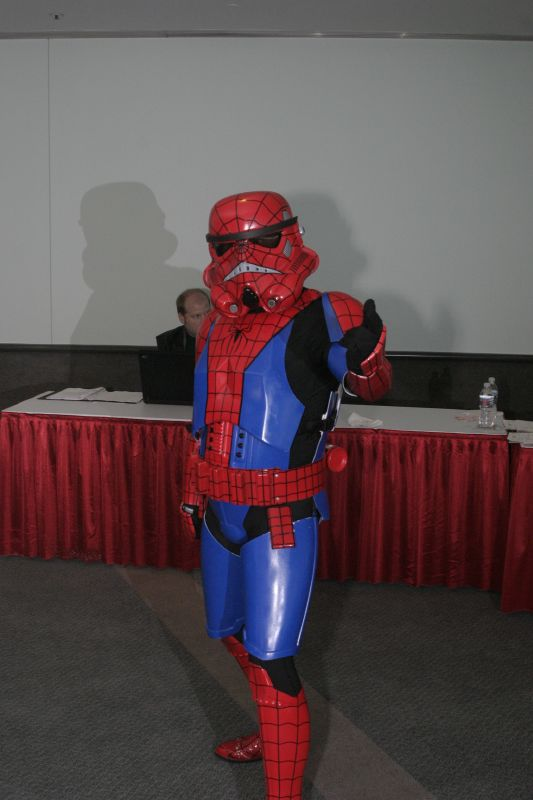
ストームトルーパーのジャック・オー・ランタン
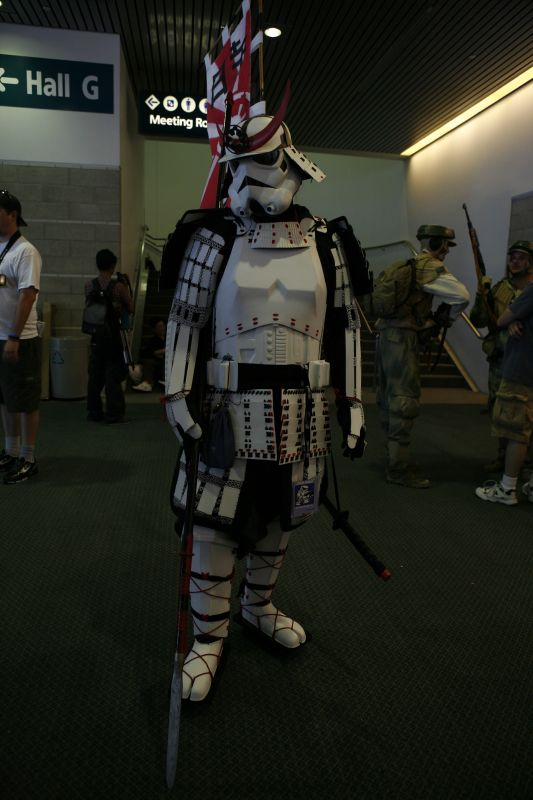
スパイダーマン風のストームトルーパーの仮装
- 戦国武将風のストームトルーパーの仮装
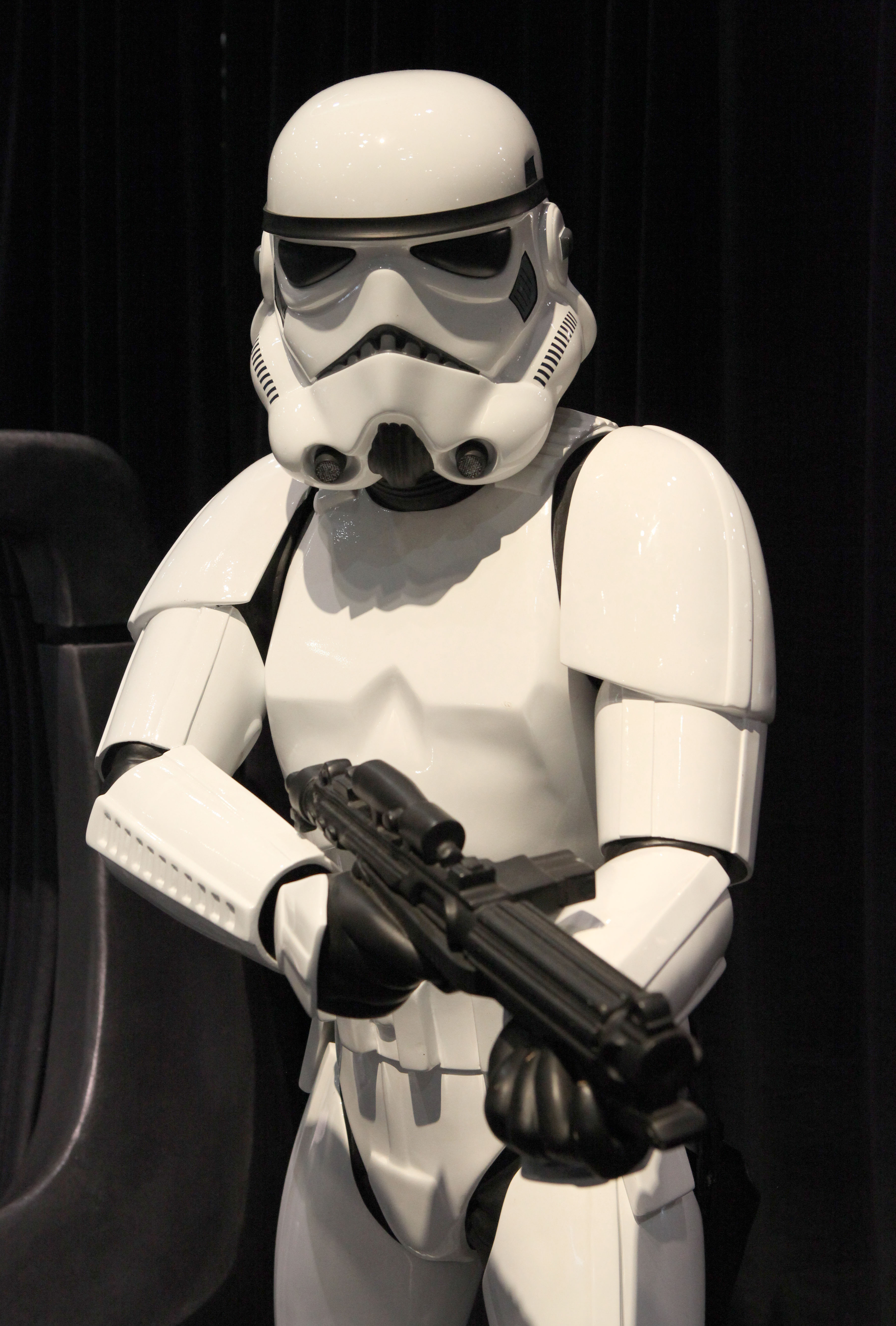
ブラスターライフルを所有しているストームトルーパーのコスプレ